# Lackadaisy

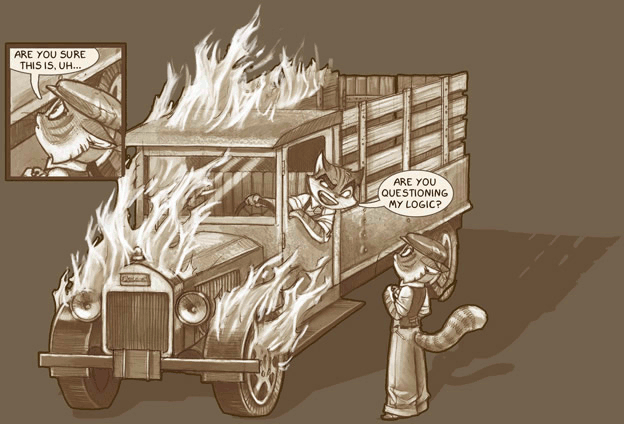

Lackadaisy är en webbserie skapad av Tracy J. Butler vars huvudkaraktärer är antropomorfa katter. Serien utspelar sig i en gangstermiljö under alkoholförbudets era 1927 i St Louis och publicerades på nätet för första gången 19 juli 2006. Serien öser ur Butlers intresse för St Louis historia och jazzmusik, The Times of India kallade den en blandning av komedi, kriminaldrama och spänning. Serien har även släppts i tryckt format.

## Priser
2007 vann Lackadaisy fyra priser i Web Cartoonist Choice Awards.